# Péter Szabó Szilvia
Péter Szabó Szilvia (Szeged, 1982. szeptember 9. –) Fonogram-díjas magyar énekesnő, a NOX együttes énekesnője.

## Karrier
Tizenhat évesen kezdett el énekelni az Equinox amatőr együttesben. Egyik fellépésükön az akkori zeneszerzőjük fivére figyelt fel az énekesnőre. Autodidakta módon tanult énekelni, majd 2001-ben egy újonnan alakult formáció, a NOX énekesnője lett. 2001. március 15-én Budapestre költözött, és középiskolai tanulmányait magántanulóként fejezte be.
A NOX-szal sok sikert ért el, több zenei díjat, arany- és platinalemezeket tudhat a magáénak. 2005-ben ő képviselte Magyarországot együttesével az Eurovíziós Dalfesztiválon. Számtalan önálló turnét vittek végig Magyarországon hatalmas sikerrel és telt házas koncertekkel. 2009 végén azonban egy magánéleti válság miatt elköltözött Ausztráliába, és a tervezettnél tovább maradt. 2011-ben áttette a székhelyét Angliába, ahol később, amikor úgy döntött, hogy visszatér a zenei életbe, a Crossfire Managementtel kötött új menedzseri szerződést, és így elkezdett dolgozni az első szólólemezén, amely a Revolution címet viseli, és 2013-ban jelent meg. Ehhez az albumhoz a dalszöveget már többek közt ő maga írta Joe Lawrence, Paul Britt, Sam Barter, Pierre Lewis, MAC1 (Labrinth idősebb fivére), Perri Hawn és a Nu:GEN közreműködésével.
2013-ban hazaköltözött, és aktívan visszatért a magyar könnyűzenei életbe, szóló előadóként. 2021-ben részt vett az Álomutazó című mesemusical előadásában is.

## Magánélet
2014-ben megismerkedett Völgyesi Györggyel, a Unique együttesből ismert Völgyesi Gabriella öccsével, és abban az évben nyáron nyilvánosságra hozta az énekesnő kapcsolatukat. 2016 tavaszán bejelentette, hogy gyermeket vár, és 2016. november 26-án egészséges kislánynak adott életet, akinek az Emma Viktória nevet adták.

## Sikerek és elismerések
- 2004 – Dalnokok Ligája 1. hely
- 2005 – Bravo OTTO: Legjobb együttes
- 2005 – VIVA Comet díj: Legjobb együttes
- 2005 – Eurovíziós Dalfesztivál, Kijev: 12. hely
- 2005 – Mahasz 2004: az év hazai albuma a Bűvölet
- 2006 – Fonogram díj: Az év hazai popalbuma
- 2006 – Persian Golden Lioness Awards (Arany oroszlán)
- 2007 – Magyar Kultúráért díj
- 2007 – Aranyszem díj: Nem lesz több tánc videóklip
- 2009 – Mentor Magyar Csillagok díj
- 2013 – Transylvanian Music Awards: Az év nagy visszatérője
- 2013 – Ballantine's Fonogram különdíj: az év énekesnője
- 2014 – Music Daily Awards: Legkedveltebb magyar előadó
- 2016 – A nagy duett 1. hely (Pachmann Péterrel)

## Diszkográfia

### Együttessel

#### Örökség(Heritage)
- Megjelent: 2002
- Státusz: Platinalemez
- Eladás: 28 000

#### Bűvölet(Enchantment)
- Megjelent: 2003
- Státusz: 2x Platinalemez
- Eladás: 53 000

#### Karácsony(Christmas)
- Megjelent: November 2004
- Státusz: Platinalemez
- Eladás: 29 000

#### Ragyogás(Shining)
- Megjelent: 16 April 2005
- Státusz: 2x Platinalemez
- Eladás: 42 000

#### Örömvölgy(Joy Valley)
- Megjelent: 16 October 2006
- Státusz: 2x Platinalemez
- Eladás: 34 000+

#### Mesék, mondák, mondókák(Tales, Legends, Nursery Rhymes)
- Megjelent: 7 May 2007
- Státusz: -
- Eladás: ?

#### Csendes(Silent)
- Megjelent: 26 November 2007
- Státusz: Arany
- Eladás: 10 000+

#### Időntúl(Over Time)
- Megjelent: 5 September 2008
- Státusz: Platinalemez
- Eladás: 20 000+

#### Most (Now)
- Megjelent: 2009
- Státusz: Arany
- Eladás: ?

Főnix (Phoenix)
- Megjelent: 2022
- Státusz: -
- Eladás: ?

### Szólókarrier alatt megjelent albumok

#### Revolution
- Megjelent: 2013
- Státusz: -
- Eladás: ?

#### Ébredő
- Megjelent: 2018
- Státusz:
- Eladás:

### Lemezeken kívül megjelent dalok
- Szép világ (2013)
- Hív a világ (2014)
- Bíbormadár (2014)
- Látomás (2015)
- Egyszer még (2016)
- Két világ közt (2020)
- Tűréshatár (2021)
- Boldog Szívem (2021)